# Vukelići (Vrbovsko)
Vukelići su naselje u Hrvatskoj u sastavu Grada Vrbovskog. Nalaze se u Primorsko-goranskoj županiji.

## Zemljopis
Sjverozapadno su Bunjevci, južno su Moravice, jugozapadno su Donji Vučkovići, jugoistočno su Nikšići, Dragovići, Jakšići i Dokmanovići.

## Stanovništvo
| broj stanovnika | 20    |       | 27    | 32    | 43    | 39    | 35    | 42    | 33    | 32    | 32    | 33    | 31    | 25    | 24    | 20    | 17    |
|                 | 1857. | 1869. | 1880. | 1890. | 1900. | 1910. | 1921. | 1931. | 1948. | 1953. | 1961. | 1971. | 1981. | 1991. | 2001. | 2011. | 2021. |